# Teikoku Bungaku
Le Teikoku bungaku (帝国文学, teikoku empire + bungaku littérature) est une revue littéraire japonaise publiée de 1895 à 1920 par les écrivains Inoue Tetsujirō, Ueda Kazutoshi, Chogyū Takayama et Bin Ueda.

## Source de la traduction
- (en) Cet article est partiellement ou en totalité issu de l’article de Wikipédia en anglais intitulé « Teikoku Bungaku » (voir la liste des auteurs).